# Xinghua Cunjiang
Xinghua Cunjiang (chiń. 興化存獎, pinyin Xìnghuà Cúnjiǎng; kor. 흥화존장 Hŭnghwa Chonjang, jap. Kōke Zonshō, wiet. Hưng Hoá Tồn Tưởng; ur. 830, zm. 924) – chiński mistrz chan szkoły linji.

## Życiorys
Xinghua pochodził z Queli w prow. Shandong.
Jego pierwszym nauczycielem był mistrz chan Sansheng Huiran, uczeń mistrza Linjiego Yixuana. Następnie został uczniem mistrza chan Weifu Dajuego, także ucznia mistrza Linjiego. W klasztorze mistrza Weifu piastował stanowisko dyrektora (chiń. yuanzhu).
Po opuszczeniu mistrza Weifu, Xinghua udał się do samego mistrza Linjiego. Pod kierunkiem osiągnął oświecenie, chociaż o tym brzemiennym spotkaniu nie ma wzmanki ani w Jingde chuandeng lu ani w Tiansheng guangdeng lu. Xinghua jest zwykle identyfikowany z dyrektorem spraw klasztornych, który pojawia się w Linji lu.
Mistrz [Linji] powiedział do dyrektora spraw klasztornych Gdzie byłeś?
Dyrektor powiedział Byłem w biurze dystryktu, aby sprzedać lepki ryż.
Mistrz powiedział Czy sprzedałeś wszystko?
Dyrektor powiedział Tak, sprzedałem wszystko.
Mistrz wziął swój kij i narysował znak na ziemi przed nim i powiedział Czy możesz go także sprzedać?
Dyrektor krzyknął.
Mistrz uderzył go.
Po śmierci mistrza Linjiego, Xinghua pozostał w tym rejonie. Wojskowym gubernatorem w Zhenzhou (Hebei) był Wang Shaoyi, który od 857 r. aż do śmierci Linjiego w 866 r. wspierał mistrza. Zapewne z tej samej protekcji korzystał także i Xinghua.
Xinghua nauczał w Weizhou, w pobliżu Żółtej Rzeki niedaleko dzisiejszego miasta Jinan w prow. Shandong.
Reputacja mistrza w kręgach chanu, zwłaszcza związanych ze tradycją linji, była wysoka. Jego spotkanie z cesarzem Zhuangzongiem (pan. 923–926) zostało zapisane w Guangdeng lu. To spotkanie postawiło go w rzędzie Bodhidharmy i Huinenga. Z tą różnicą, że nauki zarówno Bodhidharmy, jak i Huinenga nie zostały zrouzmiane przez cesarzy. Natomiast Xinghua zdobył cesarskie poparcie, ale równocześnie odrzucił imperialne zaszczyty, którymi został obdarzony
Mistrz został obdarowany przez cesarza koniem, na którym wrócił do swojego klasztoru. Spadł jednak z niego i zranił sobie stopę. Xingua kazał zrobić kij do podpierania, aby mógł chodzić. Dyrektor klasztoru zrobił kij i przyniósł mistrzowi. Mistrz wziął kij i zaczął chodzić w kółko wokół budynku i pytał przy tym uczniów Czy mnie poznajecie?
Mnisi odpowiedzieli Jakże mielibyśmy cię nierozpoznać?
Mistrz powiedział Stopa mistrza Dharmy! On może mówić, ale nie może chodzić.
Następnie mistrz wszedł do sali i polecił służącemu uderzyć w dzwon trzykrotnie i zgromadzić mnichów.
Mistrz zwrócił się wtedy do mnichów Czy mnie poznajecie?
Mnisi nie wiedzieli, co powiedzieć.
Xinghua odrzucił swój kij i zmarł wyprostowany w pozycji medytacyjnej.

## Znaczenie mistrza
Mistrz Xinghua okazał się być głównym uczniem mistrza Linjiego. Chociaż wiadomo o jego życiu stosunkowo niewiele, to jeszcze za życia cieszył się bardzo dobrą reputacją i był ogólnie znany. Jego linia przekazu stała się główną linią przekazu i przetrwała do dziś. Dotyczy to zarówno tradycji linji, jak i tradycji caodong.
Mistrz miał 5 oświeconych uczniów.
Jego postawa po spotkaniu z cesarzem i uzyskaniu jego przychylności w niczym się nie zmieniła. Pozostał klasycznym mnichem chanu, który – chociaż wysoko ceniony przez politycznych liderów – odrzucił wszystkie wynikające z tego korzyści. Pozostał czysty w swoich działaniach, zupełnie niepodatny na sławę i w żadnym wypadku nie promował siebie. W skuteczności działania w zewnętrznym świecie przewyższył zarówno Bodhidharmę, który został przez cesarza zesłany na wygnanie, gdy nie docenił sposobu budowania „dobrych zasług” przez niego, jak i Huinenga, który w ogóle nie pojawił się na dworze cesarskim, a tym samym skazał się na to, że stał się „niewidzialny”. Xinghua spotkał się z cesarzem i okazał się w rozmowie niezwykle skuteczny i perswazyjny, równocześnie nie tracąc integralności i utrzymując nietkniętą niezależność. Tym samym wykazał nieskuteczność poprzedniego modelu obcowania z władzami politycznymi i stworzył nowy model.
Yanagida Seizan sugeruje także, że w łonie szkoły linji zarysowały się dwie tendencje związane z podejściem do słynnego okrzyku mistrza Linjiego. Pierwszą frakcją – która używała okrzyku („he!”) – przewodził Sansheng Huiran. Drugą frakcją – która była krytyczna wobec często niczym niezuzasadnionego jego użycia w nauczaniu – przewodził Xinghua.

## Dzieła
Sansheng i Xinghua są także głównymi autorami zbioru nauk mistrza Linjiego Linji lu.

## Linia przekazu Dharmy zen
Pierwsza liczba oznacza liczbę pokoleń mistrzów od 1 Patriarchy indyjskiego Mahakaśjapy.
Druga liczba oznacza liczbę pokoleń od 28/1 Bodhidharmy, 28 Patriarchy Indii i 1 Patriarchy Chin.
- 36/9. Baizhang Huaihai (720–814)
  - 37/10. Huangbo Xiyun (zm. 850)
    - 38/11. Linji Yixuan (zm. 867)
      - 39/12. Xinghua Cunjiang (Weifu) (830–925)
        - 40/13. Nanyuan Huiyong (Baoying) (860–930)
          - 41/14. Fengxue Yanzhao (896–973)
            - 42/15. Shoushan Xingnian (926–993)
              - 43/16. Shexian Guixing (bd)
                - 44/17. Fushan Fayuan (991–1067) uratował szkołę caodong od wygaśnięcia

              - 43/16. Fenyang Shanzhao (947–1024)
                - 44/17. Ciming Chuyuan (Shishuang Chuyuan) (986–1040)
                  - 45/18. Yangqi Fanghui (992–1049) frakcja yangqi
                  - 45/18. Huanglong Huinan (1002–1069) frakcja huanglong